# Parque nacional Redwood
El Parque Nacional Redwood (en inglés Redwood National and State Park) es complejo natural formado por un parque nacional y varios parques estatales localizados a lo largo de la costa norte de California (Estados Unidos). Comprenden el parque nacional de Redwood (establecido en 1968), el parque estatal Del Norte Coast, el parque estatal Jedediah Smith y el parque estatal Prairie Creek (que data de los años 1920), que combinados cubren una superficie de 133 000 acres (540km2). Localizados enteramente en los condados de Del Norte y Humboldt, los cuatro parques, en conjunto, protegen más de un 45% de todos los bosques antiguos de secuoya roja (Sequoia sempervirens), formando un total de al menos 157,75 km². Estos árboles son los más altos, y una de las especies más grandes del planeta. Además de las secuoyas, estos parques también protegen una serie de fauna y flora nativas, así como praderas, recursos culturales, partes de ríos y otras fuentes de aguas y 60 km de línea de costa. 
En 1850, el bosque antiguo de secuoyas cubría más de 2 000 000 acres (8093,7 km²) de la costa de California. La parte norte de esa zona estaba habitada originalmente por nativos americanos que fueron expulsados de sus tierras por buscadores de oro y madereros. Las enormes secuoyas atrajeron a los madereros para apoyar la fiebre del oro en regiones más meridionales de California y el aumento de la población debido al floreciente desarrollo de San Francisco  y otros lugares de la costa oeste. Tras muchas décadas de tala rasa sin restricciones, se iniciaron serios esfuerzos de conservación. En 1918, el trabajo de la Liga para Salvar las Secuoyas, fundada para preservar las secuoyas primitivas que quedaban, dio lugar a la creación de los parques estatales de Prairie Creek, Del Norte Coast y Jedediah Smith Redwoods, entre otros. El Parque Nacional de las Secuoyas, gestionado por el gobierno federal, se creó en 1968, fecha en la que ya se había talado casi el 90 por ciento de las secuoyas originales. En 1994, el Servicio de Parques Nacionales (NPS) y el «Departamento de Parques y Recreación de California» (CDPR) combinaron administrativamente el Parque Nacional de Redwood con los tres Parques Estatales de Redwood colindantes como una única unidad con el fin de cooperar en la gestión forestal y la estabilización de los bosques y las cuencas hidrográficas.
El ecosistema del RNSP conserva una serie de especies animales  amenazadas como el  gobio de agua de marea, el  salmón Chinook, el búho moteado del norte y el león marino de Steller, aunque se cree que es probable que el gobio de agua de marea haya sido extirpado del parque.
En reconocimiento de los ecosistemas poco habituales, y la historia cultural encontrada en los parques, las Naciones Unidas lo designaron Patrimonio de la Humanidad el 5 de septiembre de 1980 y Reserva de la biosfera el 30 de junio de 1983.

## Historia

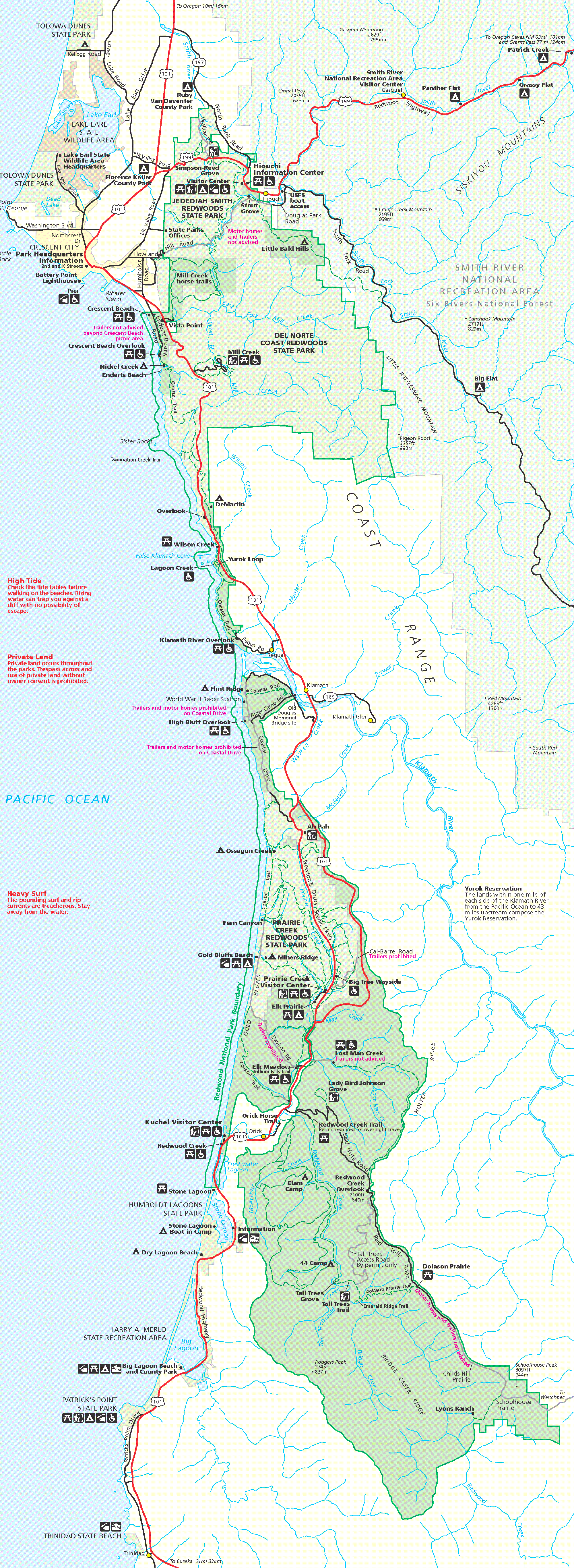
Mapa del parque.

Hace unos 3.000 años, los nativos americanos habitaban el área del parque. Algunos grupos como Yurok, Tolowa,  Shasta, Karok, Chilula y Wiyot estaban muy cerca de la región. Un censo de 1852 identificó a los Yuroks como una población más grande, con 55 aldeas y una población estimada de 2.500. Utilizaron las numerosas secuoyas que podían transformarse fácilmente en botes, casas y pequeñas aldeas. Para los edificios, las tablas se elevaban una al lado de la otra, con la parte superior cubierta de cuero y unidas por muescas grabadas en el techo. Se utilizaban tablones de secuoya para crear techos inclinados pequeños. 
Los exploradores españoles, británicos, rusos y estadounidenses visitaron la costa que bordea el parque actual a mediados del siglo XVI, para intercambiar las pieles de los leones marinos con los pueblos indígenas. Antes de la llegada de Jedediah Smith en 1828, no hay informes de exploradores blancos en las regiones interiores. 
En 1850, el bosque primario de secuoya cubría más de 2 000 000 acres (8100 km²) de la costa de California. La parte norte de esa área atrajo muchos madereros y buscadores de oro cuando una pequeña fiebre del oro les atrajo a la región. Los fracasos en los esfuerzos de convertirse en millonarios con el oro hizo que se reconvirtieran a la tala de estos grandes árboles, para el desarrollo de San Francisco y otras partes de la costa oeste. Después de muchas décadas de deforestación sin freno, se empezaron a aplicar grandes esfuerzos para la conservación. En los años 1920 el trabajo de la "Liga de salvamento de la secuoya" (Save-the-Redwoods League), fundada en 1918 para preservar el resto del bosque primario de secuoyas, resultó en la fundación del parque estatal de Prairie Creek, Del Norte, y el Jedediah Smith, entre otros. El parque nacional de Redwood fue fundado en 1968, para cuando el 90% de los árboles originales de Secuoya ya habían sido cortados. El Servicio Nacional de Parques (NPS) y el Departamento de Parques y Recreación de California (CDPR) administrativamente combinaron el parque nacional de Redwood junto con los tres parques estatales de Redwood colindantes en 1994 con el propósito de la gestión conjunta en materia forestal y para la estabilización de los bosques y las cuencas forestales como un solo ente.
La "Liga para Salvar el Redwoods" y otras entidades compraron más de 100 000 acres (404,7 km²), que se añadieron a los parques estatales existentes. Entre el apoyo local de los ecologistas y la oposición de los madereros locales y las empresas madereras, se añadieron 48 000 acres (19 424,9 ha) al Parque Nacional de Redwood en una gran ampliación en 1978. Sin embargo, sólo una quinta parte de esa tierra era bosque antiguo, el resto había sido talado. Esta ampliación protegió la cuenca del arroyo Redwood para que no se viera afectada negativamente por las operaciones de tala fuera del parque. Los parques federal y estatal se unieron administrativamente en 1994.
La ampliación del parque nacional fue controvertida por el impacto que tendría en la industria maderera y porque la mayor parte del parque ya estaba gestionado de forma sostenible por la industria maderera privada, y el antiguo bosque dentro del parque ampliado ya estaba protegido. Sigue siendo la mayor compra de tierras privadas por parte del Gobierno Federal de la historia, así como la mayor acción de dominio eminente. En 1977, un convoy de 25 camiones con maquinaria maderera cruzó el país para entregar al presidente Jimmy Carter un cacahuete de 9 toneladas tallado en madera de secuoya vieja. El presidente rechazó el regalo y el Cacahuete de Orick fue devuelto a Orick, un pueblo maderero adyacente al parque recién ampliado que sufrió un importante declive económico en las décadas siguientes.
Las Naciones Unidas designaron los Parques Nacionales y Estatales de Redwood Patrimonio de la Humanidad el 5 de septiembre de 1980. El comité de evaluación señaló 50 yacimientos arqueológicos prehistóricos, que abarcaban una distancia de 4.500 años. También citó las investigaciones en curso en el parque por parte de investigadores de la Universidad Estatal de Humboldt, entre otros. El parque forma parte de una región mucho mayor designada Reserva Internacional de la Biosfera de la Cordillera Costera de California el 30 de junio de 1983. La biosfera de la Sierra Costera de California está supervisada por el «Sistema de Reservas Naturales de la Universidad de California».

## Flora
Se estimó que el bosque virgen de secuoyas cubría 810.000 hectáreas de la zona costera de California en el pasado. Hoy en día, solo queda el 4%, aproximadamente 34.000 hectáreas, y el 45% de ellas están dentro del parque. El bosque original se extendía desde el norte de California hasta la costa sur de Oregón. Esta especie arbórea está estrechamente relacionada con la secuoya gigante de California central, ubicada en el Parque Nacional Sequoia y, más distante, con la metasequoia, nativa de la región china de Sichuan-Hubei.
Hiperion es el nombre que el equipo de Chris Antkins dio al árbol que ahora es el ser vivo más alto del mundo: una secuoya roja que mide 115,55 m de altura y se encuentra en el parque. 
Los científicos descubrieron que las plantas que crecen en los bosques también logran sobrevivir en estos suelos. La tierra es el hogar de invertebrados, moluscos, lombrices de tierra y salamandras. Durante la temporada de sequía, la parte superior de algunos árboles muere, pero esto no implica la muerte de todo el árbol que, sin embargo, continúa creciendo. Las secuoyas han desarrollado la capacidad de regenerar nuevos troncos de las ramas. Estas troncales secundarias, llamadas reiteraciones, también desarrollan sistemas raíz en su base. Este método permite llevar agua también a las capas superiores de las plantas. La niebla típica de las costas abastece aproximadamente un tercio del requerimiento anual de agua.
Otra planta típica del lugar es Duglasia, con especímenes de abeto de Douglas que alcanzan los 90 metros. Los abetos de Sitka abundan a lo largo de las costas y se adaptan mejor al aire salado que otras especies. El tanoak de hoja perenne produce frutos similares a las bellotas de roble. Tanoak y robles son miembros de la familia Fagaceae. Dentro del parque también hay arces, laureles de California y alisos rojos.
El arándano, las zarzas y las frambuesas son parte de la maleza y proporcionan alimento para muchas especies animales. Los rododendros y las azaleas son especies comunes en el parque, especialmente en el bosque virgen. Los helechos son prolíficos, especialmente cerca de grandes fuentes de agua. Dentro del Parque Estatal Prairie Creek Redwoods, Fern Canyon es un paraíso para los helechos que viven a lo largo de paredes de diez a quince metros de profundidad.

## Fauna
El ecosistema de los parques preserva un número de especies animales amenazadas entre las que cabe citar el pelícano pardo (Pelecanus occidentalis), el pigargo cabeciblanco (Haliaeetus leucocephalus), el salmón real (Oncorhynchus tshawytscha), el búho moteado norteño (Strix occidentalis caurina) y el león marino de Steller (Eumetopias jubatus).
Se han documentado más de 40 especies de mamíferos, incluidos baribal, puma, lince rojo, castor, nutria de río de América del Norte, wapiti y coyote. A lo largo de las costas, los leones marinos y focas comunes viven cerca de las playas y las costas, formaciones rocosas creadas por la erosión que ha transformado trozos de costa en pequeñas islas. Ocasionalmente se pueden ver delfines o ballenas grises en alta mar. Los ciervos son los mamíferos más numerosos del parque. En el parque viven diferentes especies de murciélagos, por ejemplo, murciélagos mmorenos y otros pequeños mamíferos como ardillas de Douglas y ardillas voladoras pasan gran parte de sus vidas por encima del suelo.

## Clima
Los parques nacionales y estatales de Redwood tienen un clima oceánico templado propio de bosques lluviosos, con características del clima mediterráneo oceánico, de veranos frescos. Está fuertemente influenciado por el Océano Pacífico y la humedad que aporta. Las temperaturas en la costa generalmente fluctúan entre 4 y 15 grados centígrados durante el año, mientras que los veranos son más cálidos y secos en el interior, y los inviernos más fríos. Las secuoyas crecen al menos a 2-3 kilómetros de la costa, pero no más de 80 kilómetros. En esta área hay una gran humedad debido a las fuertes lluvias de invierno y la niebla en verano. Durante el invierno caen más de 2200 mm de lluvia, mientras que la nieve es casi inexistente a altitudes inferiores a 450 metros sobre el nivel del mar. La humedad y la niebla son necesarias para la supervivencia de los bosques.

## Rodaje
El parque ha servido como lugar de rodaje de numerosas películas. Escenas establecidos en la luna boscosa de Endor en Star Wars: El Retorno del Jedi fueron filmadas en los árboles altos de Redwood Grove en la parte norte del condado de Humboldt, aunque la mayor parte de la filmación fue en los bosques privados y públicos cerca de la ciudad de Smith River, California. 
Algunas escenas de The Lost World: Jurassic Park y otras de Estallido fueron filmadas en el cercano Parque Estatal Prairie Creek.
También sirvió de escenario para representar Ciudad Árbol, en la serie animada de Nick Breadwinners.